# Jogo dos generais
O Jogo dos Generais é um jogo inventado nas Filipinas por Sofronio H. Pasola, Jr. em 1970.
A partida leva entre 20 a 30 minutos.